# 대한노동회
대한노동회(大韓勞動會)는 대한제국 말기에 결성된 경제 단체이다.
설립 목표는 전국의 노동자를 관리하는 것이었으며, 통감부의 조종으로 설립되었다. 대한노동회 고문으로 고문에는 통감부 촉탁인 일본인이 위촉되었다. 일진회와도 밀접한 관련이 있다.
1909년 1월에 조직되었고 초대 총재는 윤시병이 맡았다. 그러나 결성 직후부터 초대 총재를 맡은 서정주가 공금 수천원을 횡령한 것이 드러나 물러나는 등 물의를 빚었다. 일진회의 김진태가 서정주의 후임으로 회장직에 올랐다.
이후 회원들이 치료소를 설치하고 양약과 한약으로 노동자를 진찰, 치료하는 활동을 벌였다. 황해도 해주군에 지부회가 설립되기도 했다. 그러나 그해 6월 총재 윤시병이 경시청에 구류되어 해산 신청을 내게 되었다. 다음달에는 서부 지회 사무장 한규석이 회비를 횡령하고 달아났다.
이처럼 잦은 물의로 인해 조직 변동이 잦았고, 1909년 12월에 일진회가 합방청원서를 공개함에 따라 일진회원과 일반회원 간의 내분이 일어났다. 일반회원들은 한일 병합 조약 체결을 조속히 실현하라는 내용의 일진회 성명서에 대해 극력 반대 의사를 표명하고, 대한노동회의 일진회원은 모두 제명하도록 요청하였다. 내분 사태 이후 활동 기록이 보이지 않는다.

## 같이 보기
- 일진회

## 참고자료
- 친일인명사전편찬위원회 (2004년 12월 27일). 《일제협력단체사전 - 국내 중앙편》. 서울: 민족문제연구소. 151~152쪽쪽. ISBN 8995330724.